# 大安町
大安町（だいあんちょう）は、かつて三重県員弁郡に存在した町。
2003年12月1日に、員弁郡北勢町、員弁町、藤原町と合併し、いなべ市になり廃止した。

## 地理

### 隣接していた自治体
- 三重県
  - 員弁郡 員弁町、北勢町
  - 三重郡 菰野町
- 滋賀県
  - 神崎郡 永源寺町

## 歴史
「大安」とは、奈良時代に大安寺の寺領であったことに由来した。

### 沿革
- 1959年（昭和34年）4月20日 - 梅戸井町・三里村が合併して大安町が発足。
- 1963年（昭和38年）4月1日 - 石加村と合併し、改めて大安町が発足。
- 2003年（平成15年）12月1日 - 北勢町・員弁町・藤原町と合併していなべ市が発足。同日員弁郡廃止。

## 公共施設
- 大安町中央図書館

### 学校
中学校
- 大安中学校

小学校
- 笠間小学校
- 三里小学校
- 石榑小学校
- 丹生川小学校

## 交通

### 鉄道
- 三岐鉄道
  - 三岐線：梅戸井駅 - 大安駅 - 三里駅 - 丹生川駅

## 出身人物
- 小川善吉（裁判官） - 横浜銀行取締役会長小川是の父。
- 岩野夏帆（水球選手[1]） - 2020東京オリンピック日本代表[2]

## その他
- 大安町役場は1970年の時点で、高校を卒業したての新規採用職員に対し自動車の修理や測量などの技術習得を目的に、自衛隊に2年間入隊させていた[3]。